# Raphael Hayes
Raphael Hayes (* 2. März 1915 in New York City; † 14. August 2010 in Arlington County, Virginia) war ein US-amerikanischer Drehbuchautor.

## Leben
Hayes ging nach dem Ende seiner Schulzeit zur Armee und arbeitete anschließend in den 1940er Jahren für das Radio in New York. Am Ende des Jahrzehnts wandte er sich dem Drehbuchschreiben zu und war bis Ende der 1960er Jahre vor allem an verschiedenen Fernsehserien beteiligt. Nur gelegentlich verfasste er Drehbücher für Spielfilme.  
1965 war er zusammen mit seinem Kollegen Orville H. Hampton für das Drehbuch zu Ruf nicht zu laut für den Oscar in der Kategorie Bestes Originaldrehbuch nominiert. Zudem waren die beiden für den Writers Guild of America Award nominiert.
Sein Bruder Alfred Hayes (1911–1985) war als Schriftsteller und Drehbuchautor tätig.

## Filmografie (Auswahl)
- 1952–1953: Suspense (Fernsehserie)
- 1956: Präriebanditen (Reprisal!)
- 1964: Ruf nicht zu laut (One Potato, Two Potato)
- 1966–1969: Daniel Boone (Fernsehserie)
- 1969: High Chaparral (Fernsehserie, 1 Folge)